# Jumping Someone Else’s Train
«Jumping Someone Else’s Train» — третий сингл The Cure, выпущенный в ноябре 1979 года.

## История
Во время живых выступлений, в основном в 1980 и 1981 годах, группа часто делала плавный переход из «Jumping Someone Else’s Train» в песню «Another Journey by Train». Но иногда сингл переходил в песню «Grinding Halt», из альбома Three Imaginary Boys. Сьюзи Сью участвовала в записи Би-сайда сингла в песне «I’m Cold».

## Видеоклип
В клипе показано путешествие поезда в ускоренном темпе.

## Список композиций
| №  | Название                       | Длительность |
| -- | ------------------------------ | ------------ |
| 1. | «Jumping Someone Else’s Train» | 2:54         |
| 2. | «I’m Cold»                     | 2:45         |

## Состав
- Роберт Смит — вокал, электрогитара
- Майкл Демпси[англ.] — бас-гитара
- Лол Толхерст — ударная установка, перкуссия
- Сьюзи Сью — бэк-вокал на песню «I’m Cold»